# Chiesa di Santa Croce (Atessa)
La chiesa di Santa Croce è un edificio religioso ubicato nel comune di Atessa, in provincia di Chieti. È una delle più antiche chiese della città Atessa ed è situata sull'estremità del colle Tixia, uno dei primi nuclei abitativi della città. Presenta un impianto basilicale a tre navate.

## Storia
Secondo alcuni studiosi una primitiva struttura a pianta ottagonale esisteva già nel VII secolo, come sembrerebbero testimoniare alcuni elementi architettonici. Un documento del 1027 rinvenuto dallo storico locale Tommaso Bartoletti segnala per la prima volta la chiesa, che in quanto sede della compagnia di Santa Croce, assisteva i pellegrini che giungevano ad Atessa.
Le prime modifiche alla chiesa rimandano al XIII secolo, quando vennero realizzati anche i due contrafforti ai lati del portale. Altri lavori furono condotti nel XIV secolo, in occasione del quale fu conferito all'edificio un aspetto ad aula unica rettangolare e furono inseriti il portale gotico ed il rosone. Le due navate laterali, coperte da volte, vennero aggiunte solamente nella seconda metà del XVII secolo. Tali lavori terminarono nei primi decenni del Settecento, dopo la realizzazione dell'attuale campanile.
Nel XIX secolo la chiesa fu rinforzata con una cassa muraria impostata su arconi, dotata di uno spessore tale da opporsi alla spinta delle volte sulle navate laterali. Con i lavori di restauro del 1985 fu ripristinato l'originale aspetto della facciata, rimuovendo lo strato di intonaco che la rivestiva.

## Descrizione
La facciata presenta un caratteristico paramento murario a pietre a vista. Sotto il rosone gotico si trovano due finestre barocche mentre in asse con esso sono una monofora romanica e, più in basso ancora, il portale con arco ogivale. A lato della facciata vi è il campanile settecentesco in cotto, con una grande cella campanaria sulla sommità.

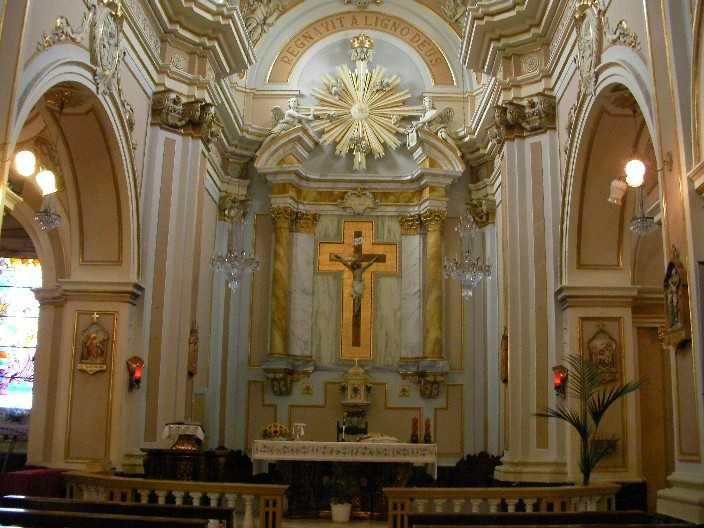
Interno

L'interno è in stile barocco, con una semplice pianta basilicale a tre navate senza cappelle laterali. Sulla controfacciata è dislocata la cantoria lignea decorata con pitture monocrome, che accoglie un organo ottocentesco. La navata centrale è suddivisa in tre campate da lesene dorate che sorreggono le arcate che separano la navata maggiore da quelle minori.
L'abside quadrangolare, coperto da una cupola senza lanterna, è delimitato da una balaustra semicircolare in marmi bicromi. Sotto l'arco absidale vi è il moderno altare maggiore in legno, fiancheggiato da un ambone della stessa fattura. Tra le altre opere di pregio si possono annoverare la piccola statua lignea di Maria Santissima delle Grazie, le statue di San Francesco d'Assisi (1885) e dell'Immacolata Concezione (1889, dell'artista atessano G. Falcucci), e due statuine raffiguranti i Santi Andrea e Lorenzo, poste vicino al fonte battesimale.

## Galleria d'immagini

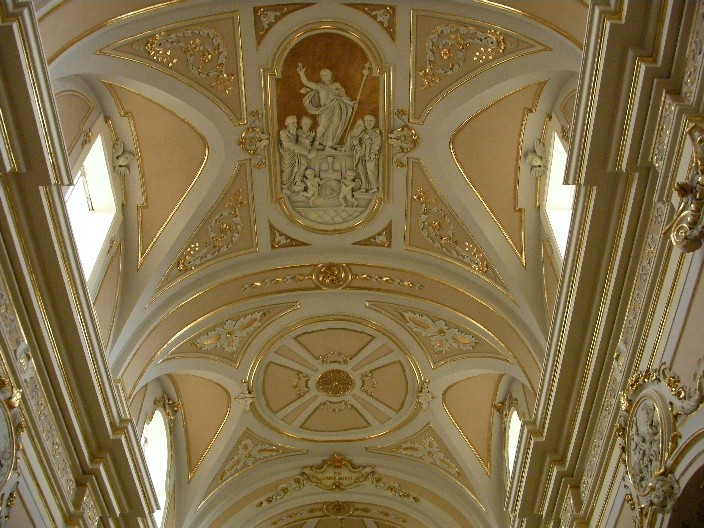
Il soffitto
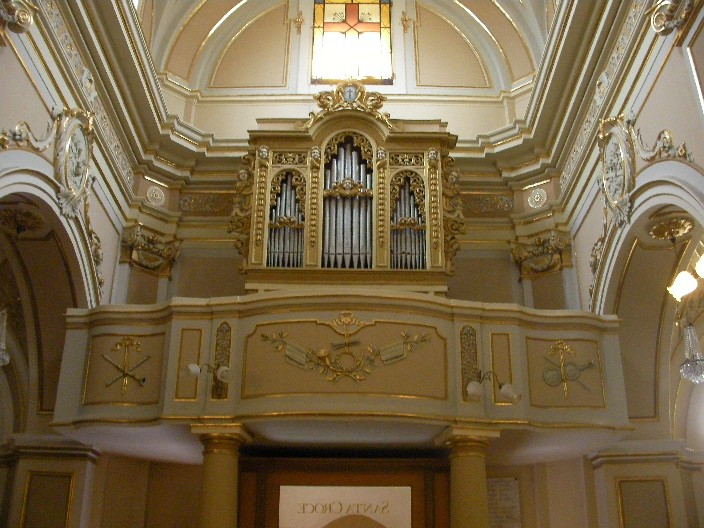
L'organo
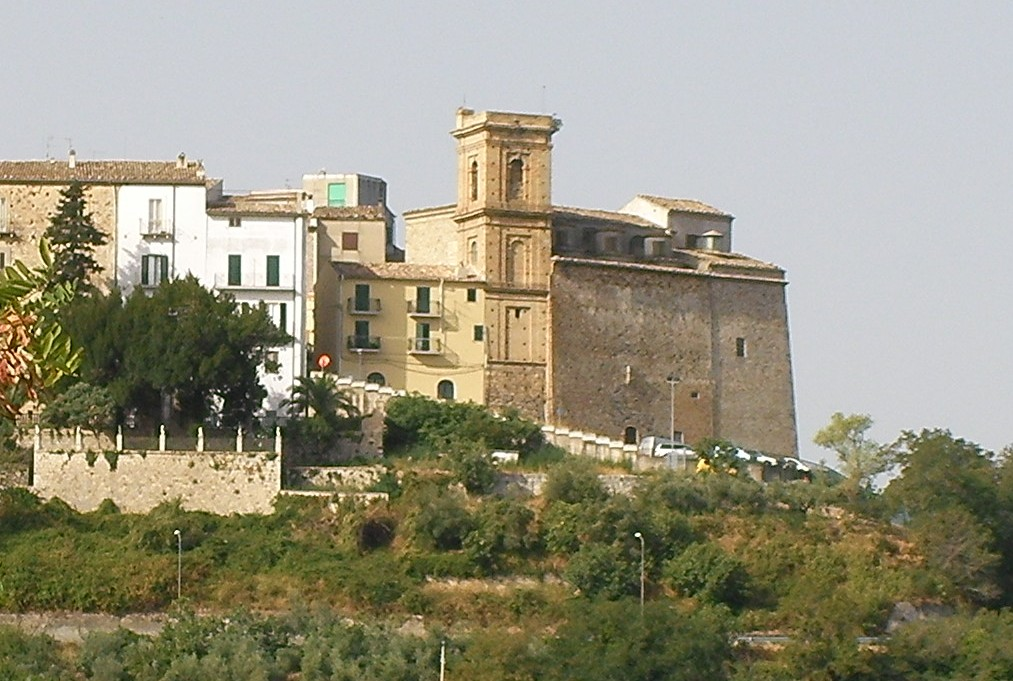
Veduta laterale della chiesa di Santa Croce sull'estremità destra di Atessa